# 北京理工大学附属中学通州校区
39°59′33″N 116°41′17″E / 39.992461°N 116.687933°E
北京理工大学附属中学通州校区是一家教育部门主办的完全中学，位于北京市通州区宋庄镇徐辛庄村。

## 历史
- 1956年，通州区草寺小学创立，仅招收两个班，附设初中班。
- 1958年3月，更名为通州区草寺中学。
- 1993年，合并了通州区尹各庄中学。
- 2002年8月，学校迁入新址。
- 2003年1月，更名为通州区潞州中学。
- 2003年8月学校增设高中部。
- 2005年7月，与通州区翟里中学合并。
- 2007年，在高中开设参与艺术类高考的美术班。
- 2015年12月，北京市委、市政府指定海淀区教委选派一所北京市示范高中学校到北京城市副中心办学，海淀区教委做出由北京理工大学附属中学跨区承办的决定。
- 2016年5月10日，学校成为北京理工大学附属中学通州校区，同时更换法人[2]。